# Mécénat global
 (octobre 2019).
Si vous disposez d'ouvrages ou d'articles de référence ou si vous connaissez des sites web de qualité traitant du thème abordé ici, merci de compléter l'article en donnant les références utiles à sa vérifiabilité et en les liant à la section « Notes et références ».
Le mécénat global est une proposition destinée à fournir une solution au problème du financement des auteurs des œuvres téléchargées sur Internet.
Le principe du mécénat global est que chaque internaute verse de manière obligatoire une certaine somme d'argent, cette somme n'est ni une redevance, ni une taxe, et est versée au Fournisseur d'Accès Internet (FAI). Cette somme est ensuite reversée aux sociétés de gestion des droits d'auteur (SPRD). Le point clé de la proposition est que l'internaute décide lui-même de la répartition de la somme versée, et cela selon ses appréciations des œuvres et des auteurs et non selon leur utilisation. Les internautes deviennent ainsi des mécènes finançant la création artistique. Si l'internaute ne choisit pas à quels artistes il souhaite destiner sa participation, celle-ci est redistribuée à divers artistes afin que les rémunérations de ceux-ci soient équitables, ce qui permettrait aux artistes peu connus de vivre.
Le principal intérêt de cette proposition est qu'il n'est plus nécessaire de mettre en place une surveillance du réseau coûteuse et liberticide afin de déterminer les clefs de répartitions des versements en fonction des quantités de téléchargement. Le mécénat global a pour vocation de compléter le système habituel des droits d'auteur et ne prétend pas s'y substituer. Les artistes adhérents à une SPRD peuvent parfaitement recevoir à la fois des droits d'auteur et des dons.
Bien évidemment avant de mettre en place un système de mécénat global, il est impératif de mener des expérimentations pour déterminer les modalités techniques appropriées et de définir un cadre législatif adéquat.
Certaines initiatives mettent en œuvre les principes du mécénat global, comme la plateforme suédoise flattr

## Contexte
Internet a profondément changé les habitudes sur l'utilisation des œuvres de l'esprit : musiques, images, cinéma....
Nombre d'internautes s'échangent des fichiers de films, fichiers de musique... Certains auteurs considèrent que ces copies leur portent préjudice, et que copier des musiques, des films entraîne une chute des ventes, diminuant fortement leur financement.
Les auteurs comme les majors éditant ces œuvres ont fortement poussé à ce qu'une loi vienne encadrer la "copie privée" des œuvres de l'esprit. C'est ainsi qu'en France, la loi HADOPI instaurant un système de contrôle, et des sanctions contre les internautes téléchargeurs, pouvant aller jusqu'à la suspension pour plusieurs mois de leur ligne internet et des services qui y sont associés, fut conçue par le Ministère de la Culture.
De nombreuses voix se sont élevées contre cette loi, et des propositions alternatives ont été formulées, comme la Licence globale défendue par la commission Attali, ou encore la proposition de Mécénat Global imaginée par Francis Muguet  chercheur français spécialiste des nouvelles technologies en coopération avec Richard Stallman qui est à l'origine du projet GNU et de la licence de documentation libre GNU et président de la Fondation pour le logiciel libre.